# 영업
영업(營業)은 영리를 목적으로 사업 업무를 수행하는 것을 말한다. 영업을 시작하는 행위는 개업이라고 부른다.

## 영업용 재산
엉업용 재산은 적극재산과 소극재산으로 나눌 수 있다. 적극재산이란 소유자의 富를 형성하는 총자산을 뜻하며 재무상태표의 차변, 즉 자산에 표시된다. 동산•부동산, 각종의 물권과 채권, 특허권•상표권•저작권•상호권 등과 같은 무체재산권 기타 평가 가능한 모든 권리는 적극재산이다.
소극재산이란 부채를 뜻하며 재무상태표의 대변, 즉 부채와 자본에 표시된다. 적극재산에 소극재산을 차감하면 순자산이 산출된다.

## 재산적 가치있는 사실관계
영업상의 고객관계, 경영의 내부조직, 영업비결, 영업의 명성, 확보된 판매망등과 같은 사실관계는 장기간에 걸친 경영과 영업활동에 의해 추적된 무형의 자산으로서, 정태적으로 존재하는 영업용 재산이 영업활동에 의해 축적된 무형의 자산으로서, 정태적으로 존재하는 영업용 재산이 영업활동에 활용될 수 있게끔 동태적•유기적으로 결합하는 기능을 한다. 따라서 이 사실관계는 영업에 대해 단순한 영업용 재산의 가치의 합계를 초과하는 가치를 부여하는 요소가 되므로 영업양도시에는 양도가격에 반영되고 때로는 영업용 재산보다 큰 가격으로 평가되어 거래되기도 한다. 이를 영업권이라는 이름으로 부르기도 한다.

## 영업의 임대차
영업의 임대란 대가를 받기로 하고 영업재산과 영업조직을 타인으로 하여금 이용하게 하는 것을 말한다. 상호•여업권 등을 포함한 모든 영업재산과 인적설비는 임차인의 이용하에 들어가고 영업거래에서 생기는 권리•의무 그리고 이익 또는 손실도 임차인에게 귀속한다. 영업재산과 영업조직에 대한 임대인의 권리가 임차인에게 이전하지 않고 다만 임차인이 이를 자신의 영업을 위해 이용할 뿐이라는 점에서 영업양도와 다르고, 임차인은 자신의 이름으로 그리고 자신의 계산으로 영업을 한다는 점에서 경영의 위임과는 다르다.

### 절차
자연인상인의 경우에는 그 상인과 그 임차인간의 합의로 족하고 특별한 절차를 요하지 않으나 주식회사의 경우에는 특별한 절차를 요한다. 회사가 영업을 임대하더라도 영업을 종국적으로 처분하는 것은 아니므로 영업양도와는 달리 설립목적과 관련하여 회사의 존립에 대한 위협이 없다. 그러나 회사의 재산이 제3자의 점유 하에 놓이게 되어 회사의 재산적 기초를 불안하게 하므로 주주총회의 특별결의를 거치도록 하고 있다. 영업의 일부양도에서와는 달리 영업의 일부를 임대하는 것은 주주총회의 특별결의를 요하지 않는다.
경쟁을 제한하기 위하여 다른 회사의 영업을 임차하는 경우에는 공정거래법상의 규제를 받는다.

## 같이 보기
- 프리세일즈

## 참고 문헌
- 이철송,상법총칙•상행위,(서울: 박영사, 2014)